# 厄除け商売繁盛殺人事件
『厄除け商売繁盛殺人事件』（やくよけしょうばいはんじょうさつじんじけん）は、1994年から1996年までテレビ朝日系「土曜ワイド劇場」で放送されたテレビドラマシリーズ。全3回。主演は松方弘樹。

## キャスト

### 主要人物
高杉順平
演 - 松方弘樹
西浅草署の刑事係長。
高杉法子
演 - 森口瑤子（第1作） → 伊藤かずえ（第2作・第3作）
順平の妻。少女向け推理小説作家。
野宮
演 - 宍戸開
西浅草署の刑事。高杉の部下。
板倉
演 - 畠山久（第1作） → 小林勝彦（第2作・第3作）
西浅草署の刑事課長。高杉の上司。
安野
演 - 清水幹雄（第1作） → 山田幸伸（第2作） → 永田耕一（第3作）
西浅草署の刑事。高杉の部下。
山田
演 - 小野寺弘之
西浅草署の刑事。高杉の部下。

### ゲスト
第1作「浅草ほおずき市の夜から始まる恐怖の連鎖!」（1994年）
- 増尾静江（法子の幼馴染・割烹蓑屋の女将） - 原日出子
- 宮守隆一（医者） - 山口嘉三
- 照代 - 箕浦康子
- 康子（割烹蓑屋の仲居） - 山本恭子
- 青葉孝良 - 中寛三
- 増尾清一（割烹蓑屋の主人） - 鶴田忍
- 国本行雄（割烹蓑屋の板前） - 平泉成
- 滝本江里子（滝野良三の妹） - 舟戸敦子
- 須藤 - 宮路佳具
- 滝野良三（不動産屋） - 石波義人
- 山崎（滝野、増尾、国本の大学時代のバレーボール部員） - 堀越大史
- 教頭 - 須永慶
- 中村元則、千田孝康、須賀章、礒春陽、渡部るみ、松尾晶代、浅川和恵、平山耕哉、藤原まゆか

第2作「猿の絵皿が告発する! 浅草〜日光 羽子板市の夜の犯罪」（1995年）
- 岡崎宏之（菓子屋・あわ家の営業課長） - 下川辰平
- 藤沢光司（被害者藤沢泰造の弟） - 髙川裕也
- 岩田刑事（日光中央署の刑事） - 斉藤暁
- 三神勝治（佐織の父） - 井上昭文
- 村山アズサ（バー・茜のホステス） - 加茂さくら
- 西山アカネ（バー・茜の経営者） - 若山幸子
- 柴山千秋（佐織の恋人） - 四禮正明
- ユキコ（光司の恋人） - 藤崎由美
- 三神佐織（自殺した女） - 沢南海子
- 監察医 - 加賀谷純一
- 伊沢弘、須賀章、山崎海童、志水正義、坂本寿久、菱沼純子、作原利雄、二階堂美由紀、梅田貴大、島田竜也、平野美帆、茨木亜由美

第3作「観光マップに偽装トリック! 下町浅草の刑事が狙われた」（1996年）
- 菅原りえ子（菅原の妻） - 香坂みゆき
- 花木孝一（りえ子が結婚前に勤めていた宝泉堂の主人） - 下條アトム
- 横田清（りえ子の弟） - 宮下直紀
- 井出成美（井出の妻） - 康本美紀
- 菅原雄一郎（三ノ輪署から西浅草署に赴任してきた刑事） - 得丸伸二
- 八幡刑事（三ノ輪署の刑事） - 森章二
- 井出正吉（スーパーマスヤの社長） - 児玉泰次
- 津田俊之（スーパーマスヤ西浅草店店長） - 木下浩之
- 検死官 - 中寛三
- 百瀬初江（スーパーマスヤ南千住店の店員百瀬一彦の母） - 高山眞樹
- 百瀬勝治（百瀬一彦の弟） - 千田孝康
- 刑事（西浅草署の刑事・高杉の部下） - 児玉頼信、野津尚行
- 須賀章、八代郷子、宮本充、橋川剛

## スタッフ
- 原作 - 鳥羽亮
- 脚本 - 篠崎好
- 監督 - 池広一夫
- 音楽 - 大野克夫
- プロデューサー - 池ノ上雄一、坂本年文、高戸晨一
- 制作 - テレビ朝日、東映

## 放送日程
| 話数 | 放送日         | サブタイトル                                       | 原作                              | 脚本   | 監督     | 視聴率 |
| ---- | -------------- | -------------------------------------------------- | --------------------------------- | ------ | -------- | ------ |
| 1    | 1994年03月26日 | 浅草ほおずき市の夜から始まる恐怖の連鎖!            | 『闇を撃つ刑事』                  | 篠崎好 | 池広一夫 | 21.2%  |
| 2    | 1995年12月30日 | 猿の絵皿が告発する! 浅草〜日光 羽子板市の夜の犯罪  | 『指が哭く』                      | 篠崎好 | 池広一夫 | 8.9%   |
| 3    | 1996年12月14日 | 観光マップに偽装トリック! 下町浅草の刑事が狙われた | 『警視庁捜査一課 南平班・刑事魂』 | 篠崎好 | 池広一夫 | 14.8%  |